# 첩해신어

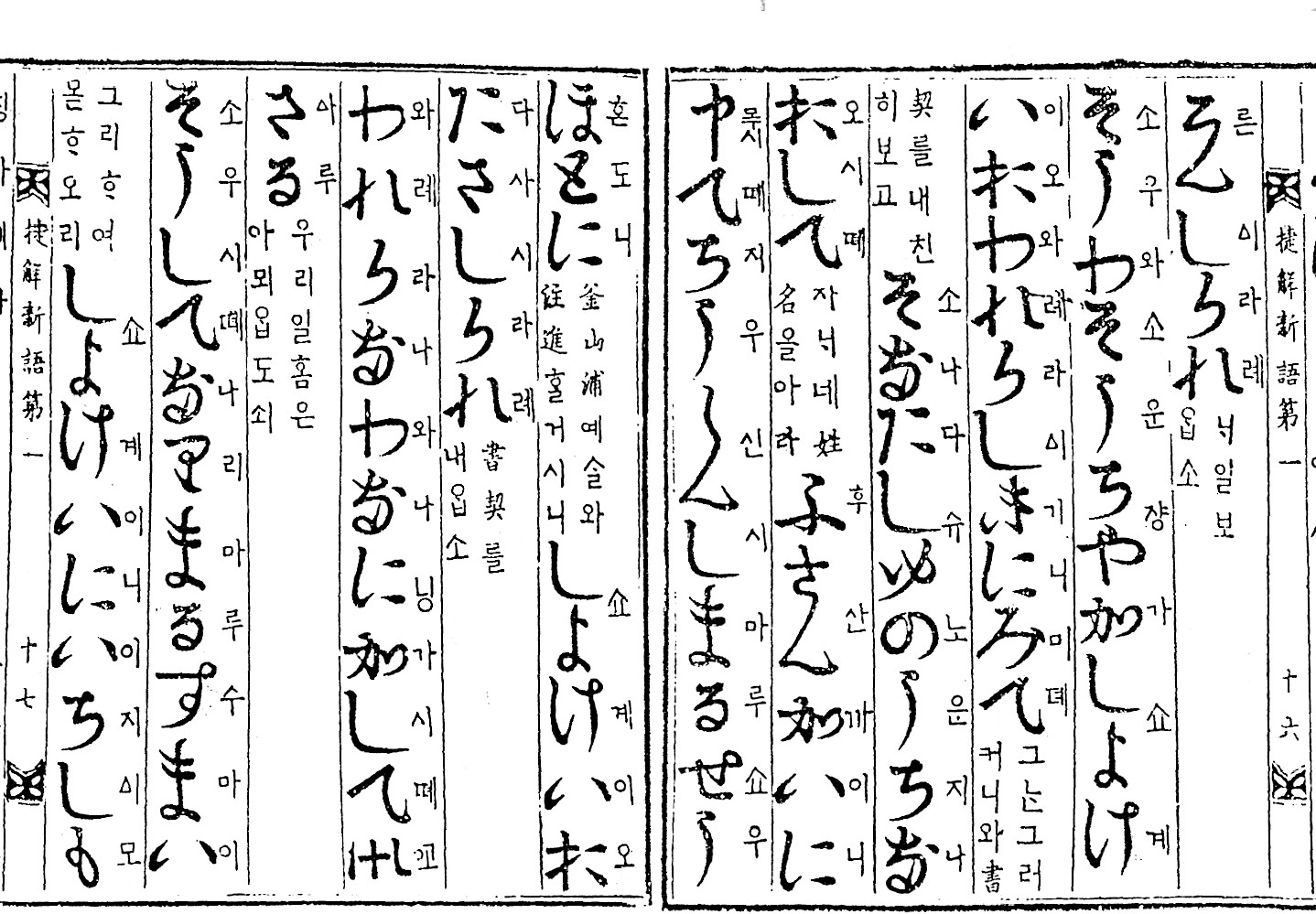
첩해신어 원간본

첩해신어(捷解新語)는 조선 시대의 일본어 교본이다. 조선 중기의 주학자 강유경의 아들 강우성(康遇聖)이 편찬하여 1676년 활자본으로 간행되었으며, 이후 몇 차례 더 개수(改修)되었다.

## 개요
강우성은 사역원의 역관으로, 임진왜란 때 10년 동안 일본에 포로로 있었으며, 1609년 증광시 역과(譯科)에 합격하여 역관이 되었다. 강우성은 1617년, 1624년, 1636년 등 세 차례 통신사를 보조하여 일본에 다녀왔다. 그가 저술한 첩해신어는 일본어 학습서로, 대화문의 형식으로 되어 있다. ‘첩해’는 빠르게 익힌다는 뜻이며, ‘신어’는 임진왜란 직후의 변화된 일본어를 의미한다. 첩해신어의 원고는 1618년 최초로 쓰여 수차례의 수정을 거친 뒤 1676년 간행되었으며, 이를 흔히 ‘첩해신어 원간본’이라고 한다. 총 10권 10책이다.

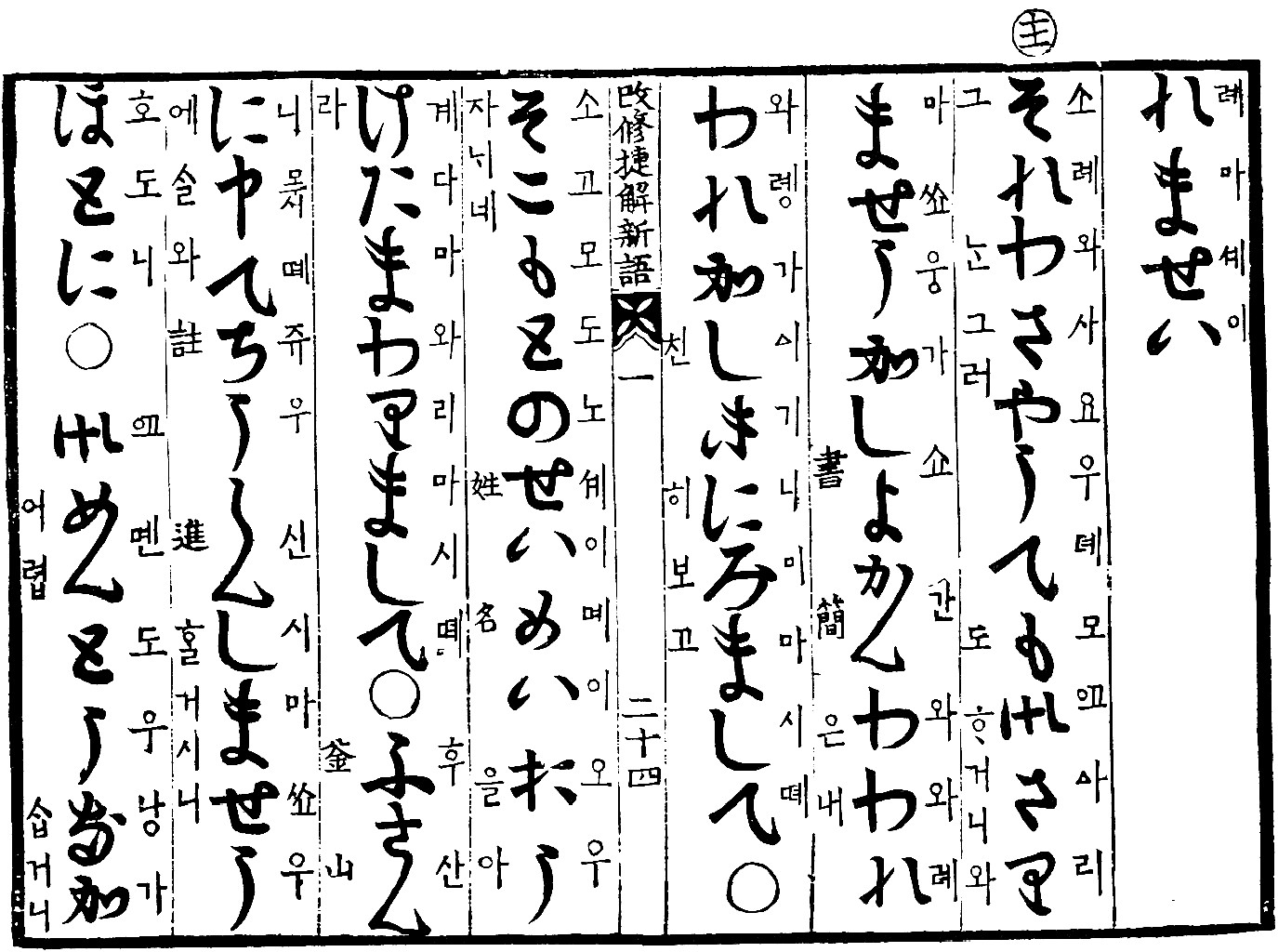
첩해신어 개수본

약 100년이 지난 1748년, 언어 변화에 따라 기존의 첩해신어로는 한국인과 일본인과의 대화가 어려워지자, 최학령(崔鶴齡)이 첩해신어를 개수하여 목판본으로 출간하였다. 이를 《개수첩해신어(改修捷解新語)》 또는 ‘첩해신어 개수본’이라고 부른다.

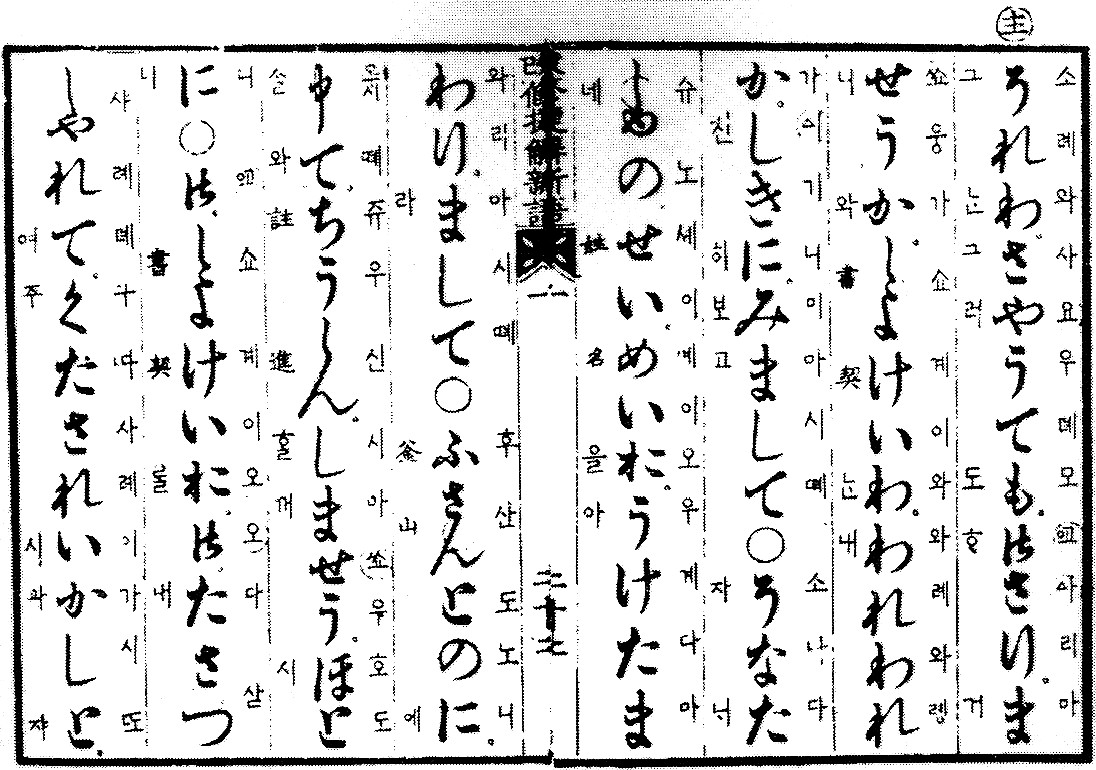
첩해신어 중간본

이후 1781년경 최학령이 첩해신어를 새로 교정하여 간행하였으며, 이를 《중간첩해신어(重刊捷解新語)》 또는 ‘첩해신어 중간본’이라고 한다. 현재 남아 있는 것은 최학령이 가지고 있던 원본이 아니라 김형우(金亨禹)가 복각한 판본이다. 판심(版心)에 ‘중간첩해신어’가 아니라 ‘개수첩해신어’라고 적혀 있다. 총 10권 12책이다.

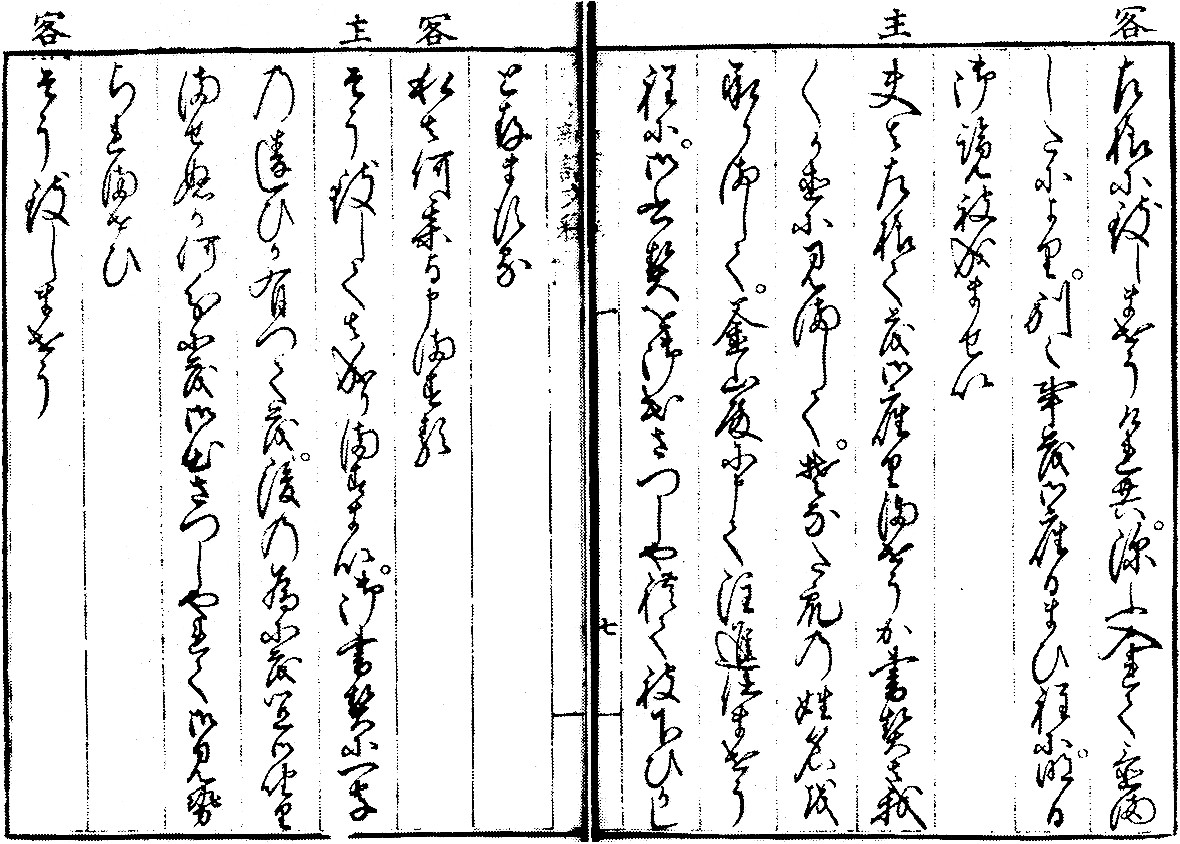
첩해신어문석

원간본, 개수본, 중간본은 모두 히라가나로 된 본문 옆에 한글로 주석이 달려 있는 형태이다. 반면 1796년 김건서(金健瑞)에 의하여 출간된 《첩해신어문석(捷解新語文釋)》은 한문으로 주석을 달았다.
첩해신어는 문어체가 아닌 대화체로 되어 있어, 당시의 생생한 언어생활을 담은 자료라는 가치가 존재한다. 또한 원간본, 개수본, 중간본의 세 가지 판본이 총 100여 년의 시간 간격을 두고 편찬되어, 각 판본을 비교하면서 한국어와 일본어의 역사를 연구할 수 있다는 의의가 있다.

## 구성

### 원간본
첩해신어 원간본은 한국어 발음이 옆에 작은 글씨로 적힌 히라가나가 우선 나열되어 있고, 적당한 절이나 문장 단위가 끝날 때마다 한글로 그 뜻이 해석되어 있다. 다음은 원간본 제1권의 본문 중 맨 앞 부분이다.

なに𛀘しこちこいそち𛀘たいくわんにいてみ𛀘申

아므가히이러오라네代官의가내말로

𛀕𛁷ついここ𛃚𛁷𛄒くたて

그적긔여긔ᄂᆞ려와

きのうに𛃚まいる𛀕

어제라도오올거ᄉᆞᆯ

ろしのくたひれにいまこそ𛃚んまてまいてこそ卅され

路次의ᄀᆞᆺ브매이제야門ᄭᆞ지왓ᄉᆞᆸᄂᆡ

## 참고 문헌
- 이승희; 이병기; 이지영 (2017). 《국어사 자료 강독》 개정판. 서울: 사회평론아카데미. ISBN 9791188108251.
- 李太永 (1997). 《(譯註) 捷解新語》. 서울: 태학사. ISBN 8976261992.
- 이태영 (2012). 《국어사와 방언사 연구》. 서울: 역락. ISBN 9788955560039.